# James Sully

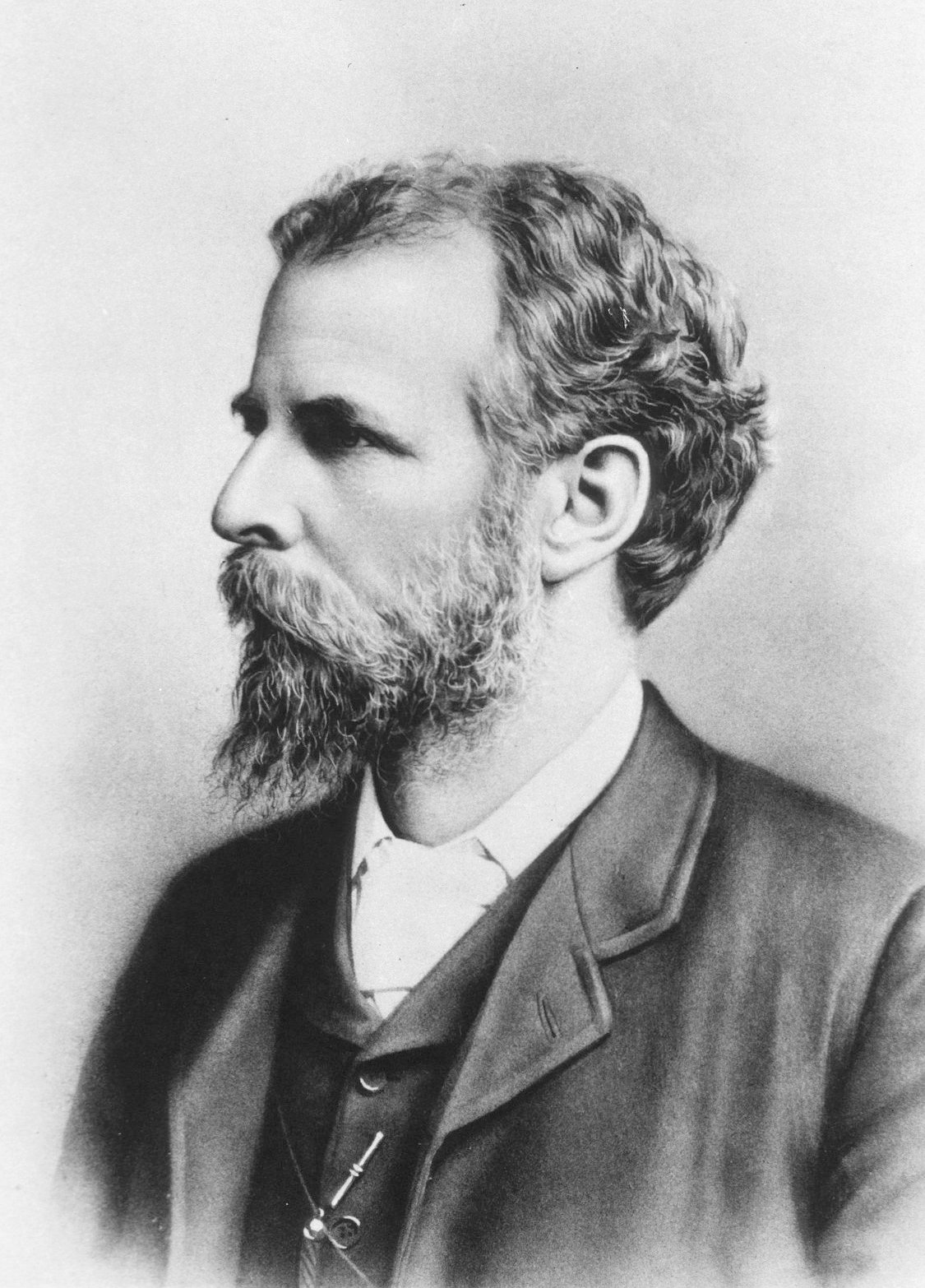
James Sully

James Sully (* 3. März 1842 in Bridgwater, England; † 1. November 1923) war ein englischer Psychologe.

## Leben
Er studierte am Independent College Taunton, am Regent’s Park College, Oxford, in Göttingen und an der Berliner Universität. Ursprünglich wollte er Nonkonformisten-Geistlicher werden, entschied sich aber 1871 für eine literarische und philosophische Karriere. Von 1892 bis 1903 war er Professor der Philosophie am University College London. Sein Nachfolger wurde Carveth Read.

## Themen
Sully führte seit 1881, angeregt durch die Veröffentlichung von Charles Darwins Kinderbeobachtungen 1877, die Entwicklungspsychologie in England ein. Er kaufte das experimentalpsychologische Labor von Hugo Münsterberg auf, als der 1897 von Freiburg im Breisgau an die Harvard University berufen wurde und rief William McDougall aus Göttingen, um die Experimentalpsychologie zu betreuen. Sully war Anhänger der Assoziationspsychologie und wies viele Ähnlichkeiten mit den Ansichten von Alexander Bain auf.

## Werke (Auswahl)
- Illusions. 1881; 4. Auflage 1895, gutenberg.org
- Outlines of Psychology. 1884; viele Ausgaben
- Teacher’s Handbook of Psychology. 1886
- The Human Mind. A Textbook of Psychology. Longmans, Green & Co, London 1892, archive.org
- Studies of Childhood. 1895
  - Untersuchungen über die Kindheit. Wunderlich, Leipzig 1897, 2. Auflage 1905
- Children’s Ways. 1897
- An Essay on Laughter. 1902

| Personendaten    | Personendaten         |
| ---------------- | --------------------- |
| NAME             | Sully, James          |
| KURZBESCHREIBUNG | englischer Psychologe |
| GEBURTSDATUM     | 3. März 1842          |
| GEBURTSORT       | Bridgwater            |
| STERBEDATUM      | 1. November 1923      |